# Nomenclature des avions américains jusqu'en 1926
Nomenclature des avions américains des origines à 1926 (I)
À partir de la création des forces armées des États-Unis (toutes armes confondues) la désignation des différents aéronefs, navire ou matériel terrestre était de la responsabilité de chaque armée.

## Période des origines (1909) à 1919
US Army Air Service / US Army Air Corps / US Army Air Force
Les avions en service à l’époque portaient généralement la désignation de leur constructeur américain ou européen.
Ex : Breguet 14, Nieuport 17, Sopwith F-1 Camel, ou Curtiss 18 B.

## Période de 1919 à 1926 - US Army Air Services
En septembre 1919, l'Army Air Services (Ancêtre de l’USAAC devenue USAAF, puis USAF en 1962) décida de réorganiser ces désignations. Les améliorations de versions étaient renommées avec un autre numéro séquentiel. Exemple : le LB-6 Keystone était une version modifiée du LB-5.
Vers 1924 l'Army Air Services décida de simplifier cette nomenclature.
Jusqu'en 1926 l'US Army Air Services, utilisa trois types de désignation pour ces bombardiers :
LB - Light Bomber - Bombardier Léger
B - Medium Bomber - Bombardier Moyen
HB - Heavy Bomber - Bombardier Lourd

### Liste des désignations de l'US Army Air Service
AO Artillery observation
DB Day bombardment
CO Corps observation
PA Pursuit Air Cooled – Chasseur Moteur refroidi par Air
PG Pursuit Ground Attack – Chasseur, attaque au sol
PN Pursuit Night – Chasseur de nuit
PW Pursuit Water Cooled – Chasseur à moteur refroidi par eau (ex : Curtiss PW-8 Hawk, renommé P-1 après 1926)
GA Ground Attack – Attaque au sol
IL Infanterie Liaison
TP Two Seat Pursuit – Chasseur Biplace
NO Night observation
NBS Night bombardment, short distance
NBL Night bombardment, long distance
TA Training, air cooled
TW Training, water cooled
A Ambulance
M Messenger
R Racer (Certains avions de l'US Army Air Services étant autorisés à participer à des courses d’avions) 
T Transport

## Liste des appareils utilisés par l'US Army Air Service

### Bomber - Bombardier
LB - Light Bomber, Bombardier léger
LB-1 - Huff-Daland (ou Keystone)
LB-2 - Atlantic Aircraft Corporation (Fokker Aircraft Corp. en 1925)
XLB-3 - Keystone
XLB-4 - Martin
LB-5 - Keystone
LB-6 - Keystone
LB-7 - Keystone
LB-8 - Keystone
LB-9 - Keystone
LB-10 - Keystone
LB-11 - Keystone
XLB-12 - Keystone
LB-13 - Keystone
LB-14 - Keystone

### CO - Corps Observation
CO-1 - Engineering Division
CO-2 - Engineering Division
CO-3 - Engineering Division
CO-4 - Atlantic
XCO-5 - Atlantic
XCO-6 - Engineering Division
XCO-7 - Boeing
XCO-8 - Atlantic

### PW - Pursuit Water cooled- Chasseur à moteur à refroidissement à eau
PW-1 - Engineering Division
PW-2 - Loening
PW-3 - Orenco
PW-4 - Gallaudet
PW-5 - Fokker
PW-6 - Fokker
PW-7 - Fokker
PW-8 - Curtiss
PW-9 - Boeing

### GA - Ground Attack - Attaque au Sol
GA-1 - Boeing
GA-2 - Boeing

### NBS Night bombardment, short distance - Bombardier de nuit à court rayon d'action
NBS-1 - Martin
XNBS-2 - LWF
XNBS-3 - Elias
XNBS-4 - Curtiss

## Période de 1919 à 1924 - US Navy
L'US Navy utilisa sa propre dénomination.

### Z -Dirigeable
ZR-1 USS Shenandoah
ZR-2 USS Los Angeles
USS Akron (ZRS-4)
USS Macon (ZRS-5)